# Свято-Троицкий Никандров монастырь
Свято-Троицкий Никандров монастырь — женский монастырь Боровичской епархии Русской православной церкви, располагающийся в деревне Никандрово Любытинского района Новгородской области, на западном берегу озера Городно.

## История
Монастырь был основан примерно в 1550 году преподобным Никандром Городноезерским на месте древней Воскресенской обители, существовавшей на месте Никандрово-Городноезерской пустыни задолго до его прихода, что отмечает в «Житиях святых» архиепископ Филарет Черниговский. С приходом преподобного Никандра Городноезерского на этом месте был возведен храм во имя Воскресения Христова.
Обитель не была многолюдна, с преподобным Никандром подвизалось не более десяти человек братии. В описи 1581 г. говорится, что в монастыре:

«Келья игуменская, да 10 келей, а в них 3 старцы, а 7 келей пусты».

Свою подвижническую жизнь преподобный Никандр проводил в трудах, посте и молитвах, подавая своим сподвижникам пример святой жизни.

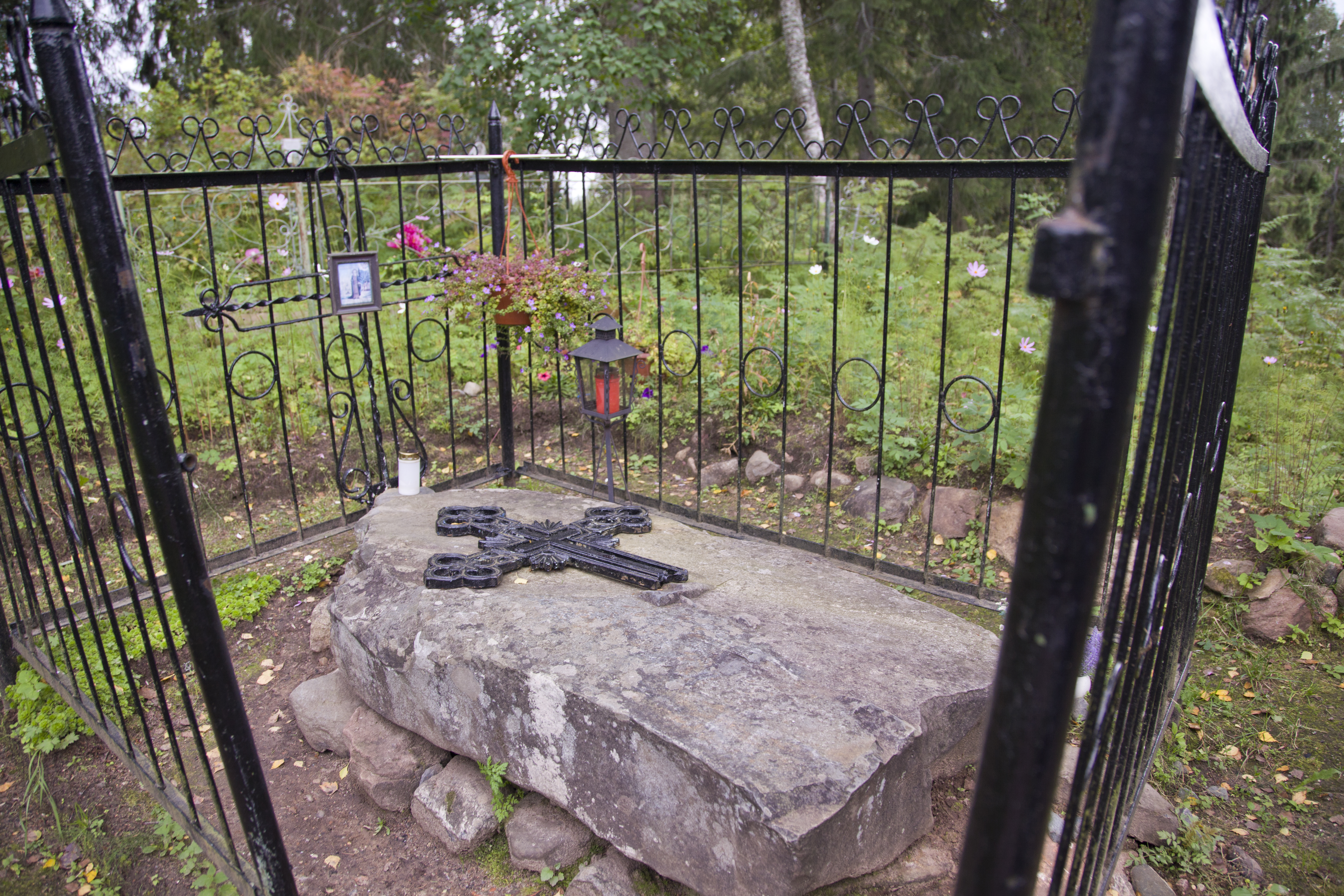
Камень на могиле прп. Никандра Городноезерского

После кончины Никандра († 15/28 Марта 1603 г.), Городноезерская Никандрова пустынь начала приходить в упадок: число братии — уменьшаться, в результате чего она была приписана к Крутецкому монастырю.
В 1764 году пустынь была упразднена и переименована в погост Никандрово с храмом во имя Воскресения Христова с приделом в честь преподобного Никандра Городноезерского.
В 1794 году церковь возможно была перестроена, о чём сообщают Церковные ведомости за 1826 год:

«Церковь во имя Воскресения Христова с приделом преподобного Никандра, деревянная твердая церковной утварью достаточная, поставлена в 1794 году…»

В 1831 году Церковные ведомости сообщают о двух храмах: старом деревянном и обветшавшем — во имя Воскресения Христова и новом каменном с «крепкой колокольней, трехпрестольном» — во имя Святой Живоначальной Троицы, на каменном фундаменте и с большой колокольней. В холодном соборе был престол во имя Святой Троицы, в теплом приделе, на правой стороне — во имя святителя Чудотворца Николая, на левой — во имя святого великомученика Димитрия Мироточивого Солунского.
Из архивных документов известно, что в сентябре 1876 г. Никандровский Троицкий храм входил в 3-й благочиннический округ Боровичского уезда Новгородской епархии, являясь одним из 644 храмов епархии.
В 1913 году Церковные ведомости города Боровичей и его уезда упоминают уже храм не Воскресения Христова, а только Святой Троицы.
Храм Святой Троицы был построен и содержался при активном пожертвовании местных дворян-землевладельцев Апраксиных, Мякининых, Филипповых, Михелей, Сиверсов и других.
На Никандровском кладбище сохранились надгробия могил: со стороны алтаря — помещиц Мякининой Любови Михайловны (1889 г.) и Филипповой Анастасии Ивановны (1882 г.), в центре кладбища — графини А. С. Апраксиной.

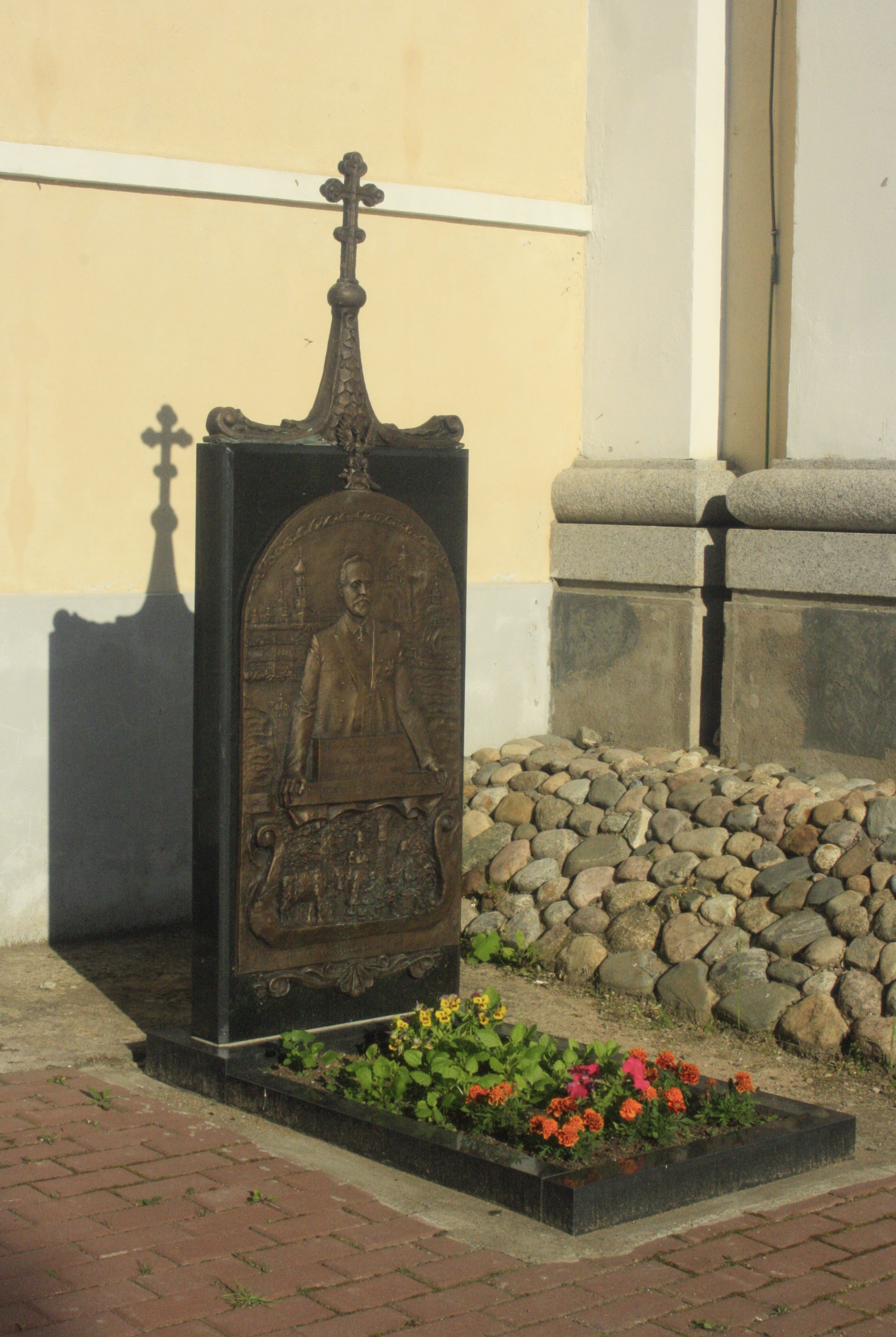
Могила Ивана Ивановича Крафта

Возле храма, по завещанию, похоронен государственный деятель России, действительный статский советник, губернатор Якутской области и Енисейской губернии Крафт Иван Иванович. Его усадьба находилась на юге Никандровской волости у озера Сороки. В сентябре 2009 года у церкви на месте захоронения был открыт памятник И. И. Крафту с участием официальных делегаций Республики Саха (Якутия).

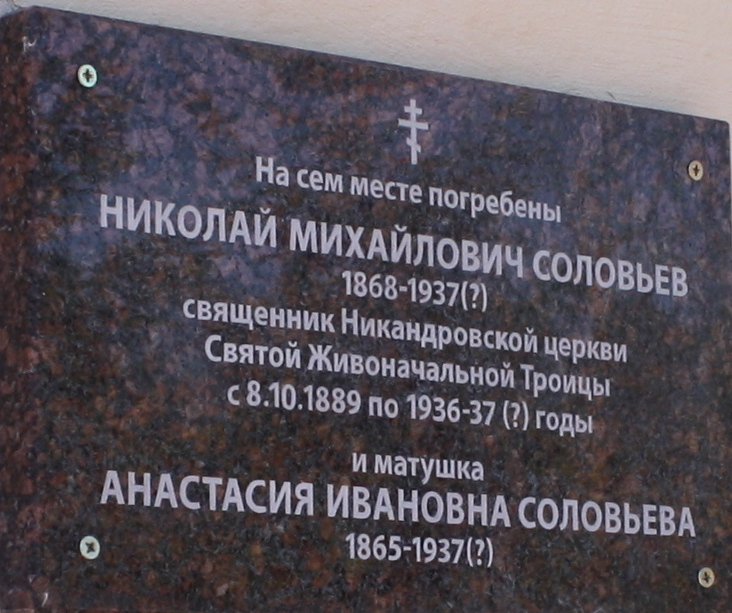
Мемориальная доска на месте погребения священника Соловьева Н. М.

8 октября 1889 г., после окончания Новгородской Духовной семинарии, священником в Никандровскую церковь был определён Николай Михайлович Соловьев (1868—1937 г.г.), который служил в церкви монастыря более 47 лет и предположительно в 1937 г. был расстрелян вместе с матушкой Анастасией Ивановной Соловьевой (1865—1937 г.г). На месте их погребения, на стене церкви установлена мемориальная доска.
В 1915 году в Никандровском Троицком приходе был 481 дом, население прихода составляло 3172 человека.
В 1926 году церковь была закрыта, богослужения совершались в находящейся рядом часовне святых мучеников Флора и Лавра.
В мае 1936 года архиепископ Боровичский Никита (Стягов) рукополагает в сан иеромонаха освободившегося из заключения (осужденного по делу Александро-Невского братства) и приехавшего в Боровичи иеродиакона Афанасия (в миру — Карасевич Георгий Михайлович) и назначает его священником храма.
После смерти архиепископа Никиты (†19.08.1936) иеромонах Афанасий 22.09.1937 года был арестован, обвинен в контрреволюционной деятельности и приговорен к высшей мере наказания.
Вместе с ним 17 декабря 1937 года под Боровичами были расстреляны члены Александро-Невского братства Екатерина (Арская) и Кира (Оболенская). Через 75 лет этот день станет особым памятным днем Никандрова монастыря: 16 декабря 2012 года епископ Боровичский и Пестовский Ефрем совершил монашеский постриг сестер в честь убиенных Екатерины (Арской) и Киры (Оболенской).
Последний священник Троицкого храма — Иванов Алексей Никифорович был расстрелян в 1937(?)-1938(?) гг. под Боровичами — в деревне Ёгла.
Церковное имущество было разграблено, иконостас разбит, и фрагменты царских врат долгие годы вместе с битыми кирпичами находились под полом алтарной части храма. Церковная роспись на стенах подвергалась поруганию. Храмовые иконы спасались местными жителями, уносившими их по своим домам.
Наполовину была разрушена колокольня храма, трапезный храм разрушен до основания, крест с уцелевшего купола летнего храма сброшен, сам храм превратился в склад зерна.
В середине 70-х годов XX-века в деревне Никандрово перестал существовать колхоз. Отпала надобность в зернохранилище. Храм был оставлен на разрушение и поругание, при этом он значился как охраняемый памятник архитектуры.

## История восстановления
До 90-х годов XX в. сохранился только летний храм Святой Живоначальной Троицы в полуразрушенном состоянии.
Мощи святого преподобного Никандра Городноезерского находились на кладбище, недалеко от алтарной части храма до 1992 г.
19 сентября 1992 г. настоятель Успенского храма села Внуто, которая находится в 10 км от деревни Никандрово, архимандрит Иосиф (Софронов) (†16.08.1993) перенес мощи преподобного Никандра Городноезерского в действующий храм села.
17 августа 1994 г. настоятель Любытинского Успенского храма священник (ныне протоиерей) Николай Балашов провел первое богослужение за последние 57 лет в летнем храме Святой Живоначальной Троицы.
В 2000 году предприниматель из Санкт-Петербурга Александр Викторович Челюскин и его жена Дарья Глебовна Богомолова, ныне оба покойные, пожелали пожертвовать деньги на восстановление храма Святой Троицы. Новый позолоченный крест был установлен на храм 2 сентября 2001 г. Меньше чем за три года храм был отреставрирован, заново отстроена колокольня и зимняя часть храма.
С лета 2002 г., по благословению архиепископа (ныне митрополита) Новгородского и Старорусского Льва, иерей Владимир Константинов, настоятель храма Успения Божией Матери посёлка Любытино, стал совершать регулярные богослужения в храме, при продолжении восстановительных работ.

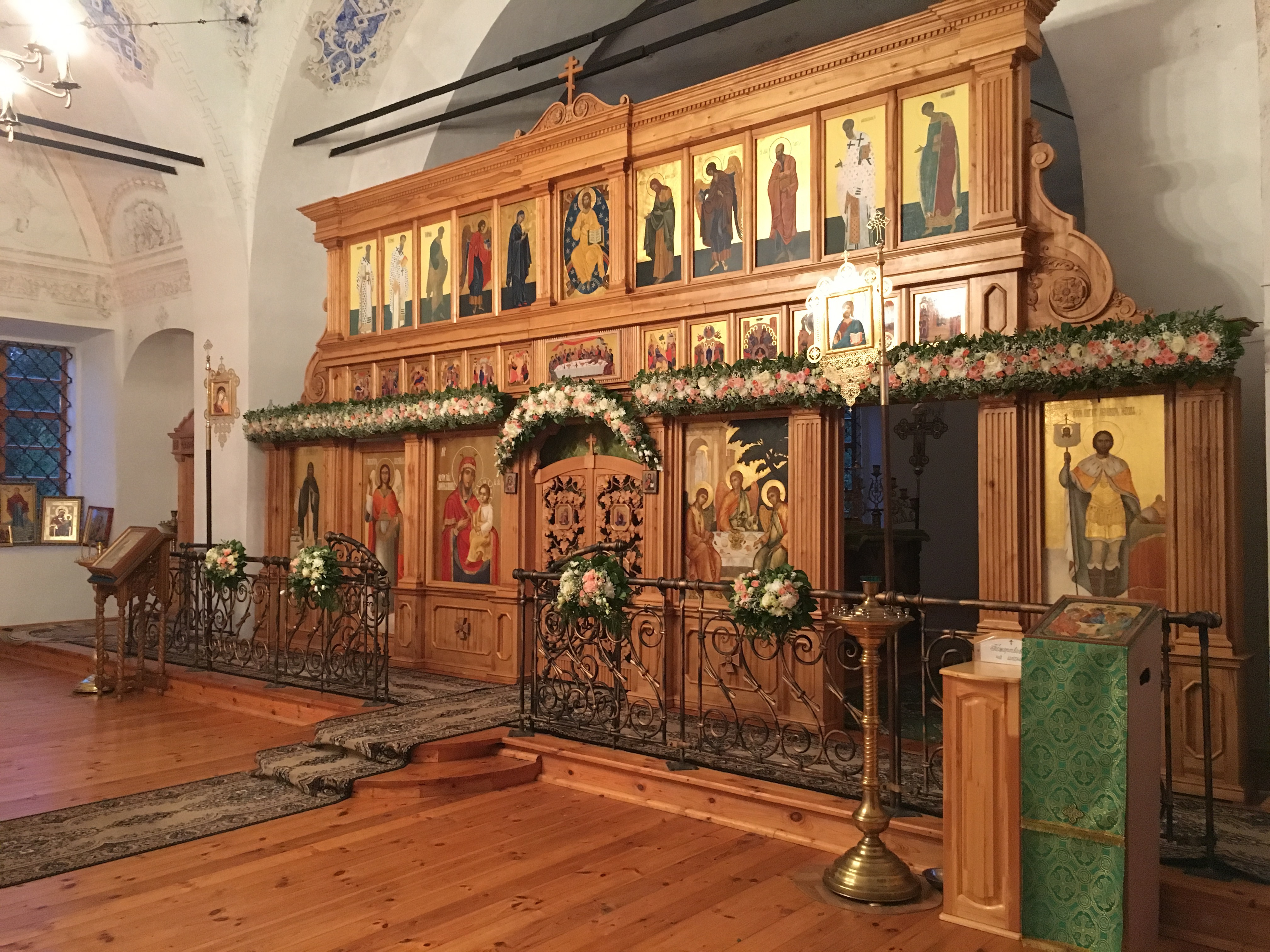
Иконостас храма Святой Троицы

8 сентября 2002 г. архиепископ Новгородский и Старорусский Лев, в сослужении духовенства Новгородской епархии, совершил торжественное освящение летнего храма Святой Троицы и его престола.
16 ноября 2003 г. архиепископ Новгородский и Старорусский Лев, провел торжественное богослужение, посвященное 400-летию памяти преподобного Никандра Городноезерского.
08 сентября 2006 г. архиепископ Новгородский и Старорусский Лев, в сослужении духовенства Новгородской епархии, освятил трапезный храм и правый его придел в честь мученицы Дарии Римской.
06 июля 2012 года епископом Боровичским и Пестовским Ефремом совершено освящение престола во имя святого преподобного Никандра Городноезерского в левом приделе трапезного теплого храма.
16 декабря 2012 года, накануне дня памяти святой великомученицы Варвары и мученицы Иулиании, и новомучениц Екатерины Арской и Киры Оболенской, епископ Боровичский и ПестовскийЕфрем (Барбинягра), после вечернего богослужения в Боровичском Свято-Духовом монастыре совершил постриг в малую схиму подвизающихся первых насельниц восстанавливаемой обители: монахини Варвары (Колосовой), монахини Екатерины (Соловьёвой) и монахини Киры (Алексеевой).
31 марта и 27 сентября 2013 года иеромонахом Моисеем (Терентьевым), наместником Свято-Духова монастыря, был совершен постриг в малую схиму монахини Дарии (Отеевой) и монахини Евфимии (Васильевой).
28 марта 2014 года в день памяти преподобного Никандра Городноезерского, Ефрем, епископ Боровичский и Пестовский, во время Божественной литургии, в Свято-Троице Никандровом женском монастыре, совершил постриг в малую схиму: монахини Александры (Алексеевой), монахини Клавдии (Маврушичевой), монахини Матроны (Грудиной) и монахини Феофании (Астаховой).
29 июня 2015 года мощи святого преподобного Никандра Городноезерского были перенесены из Успенского храма села Внуто в Свято-Троицкий Никандров женский монастырь и установлены в раку в зимней части храма.
В этот знаменательный день для обители, была отслужена Божественная литургия, которую возглавили Высокопреосвященнейший Лев, митрополит Новгородский и Старорусский, Преосвященнейший Ефрем, епископ Боровичский и Пестовский и Преосвященнейший Игнатий, епископ Армавирский и Лабинский. Торжественное богослужение прошло перед святыми мощами преп. Никандра Городноезерского чудотворца. За Литургией Владыкам сослужили священники из епархий: Боровичской, Новгородской, Санкт — Петербургской,Тихвинской,Тульской (52 священника). Архиерейское богослужение посетил губернатор Новгородской области С. Г. Митин. Он обратился к верующим с поздравлениями, подчеркнув, что «возрождение духовной жизни на Новгородской земле свидетельствует о возрождении Отечества».
16 сентября 2015 года в день памяти Сщмч. Анфима, еп. Никомидийского, Мц. Василиссы Никомидийской Преосвященнейший Ефрем, епископ Боровичский и Пестовский в Свято -Троице Никандровом женском монастыре, совершил постриг в малую схиму: монахини Василиссы (Семеновой)
1 марта 2016 года в день памяти Феодора Тирона. Духовником Свято — Казанского женского монастыря с. Папоротка архимандритом Кириллом (Титовым) (Тульская митрополия). В Свято -Троице Никандровом женском монастыре, был совершен постриг в малую схиму: монахинь Антонины (Кобзевой) и Евдокии (Паньковой).

## Престольные праздники монастыря
| Старый стиль | Новый стиль | Праздник                               |
| ------------ | ----------- | -------------------------------------- |
| 15 Марта     | 28 Марта    | Преподобного Никандра Городноезерского |
| 19 Марта     | 1 Апреля    | Мученицы Дарьи                         |
|              |             | Праздник Святой Троицы                 |
| 21 Мая       | 3 Июня      | Владимирской иконы Божией Матери       |
| 23 Июня      | 6 Июля      | Владимирской иконы Божией Матери       |
| 26 Августа   | 7 Сентября  | Владимирской иконы Божией Матери       |
| 4 Ноября     | 17 Ноября   | Преподобного Никандра Городноезерского |